# 圣迪迪耶拉福雷
圣迪迪耶拉福雷（法語：Saint-Didier-la-Forêt，法語發音：[sɛ̃ didje la fɔʁɛ]）是法国阿列省的一个市镇，位于该省南部，属于维希区。

## 地理
圣迪迪耶拉福雷（46°13'31"N, 3°20'38"E）面积33.59 平方千米，位于法国奥弗涅-罗讷-阿尔卑斯大区阿列省，该省份为法国中部省份，北起涅夫勒省、西北接谢尔省，西南至克勒兹省，南至多姆山省，东南临卢瓦尔省，东临索恩-卢瓦尔省。
与圣迪迪耶拉福雷接壤的市镇（或旧市镇、城区）包括：巴耶、布鲁-韦尔内、洛里日、马尔瑟纳、罗拉地区圣雷米。

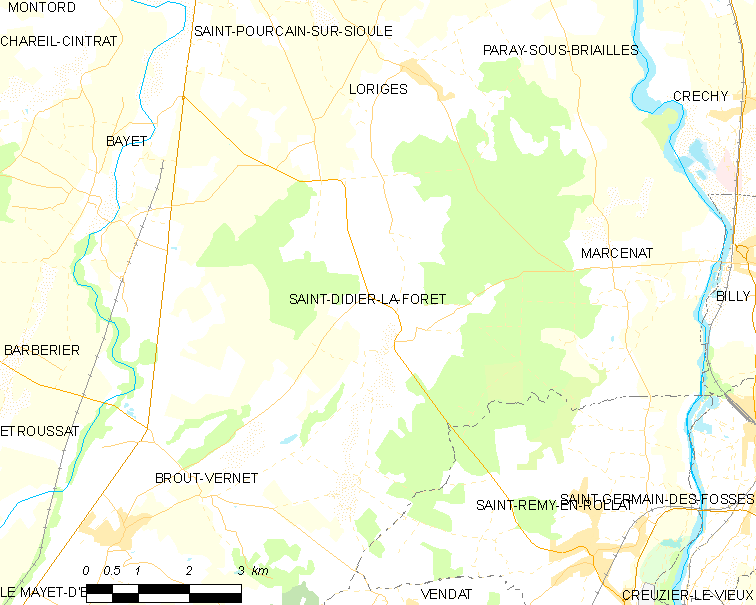
圣迪迪耶拉福雷的OSM定位图

圣迪迪耶拉福雷的时区为UTC+01:00、UTC+02:00（夏令时）。

## 行政
圣迪迪耶拉福雷的邮政编码为03110，INSEE市镇编码为03227。

## 政治
圣迪迪耶拉福雷所属的省级选区为阿列河畔贝尔里夫县。

## 人口

1962-2008年间圣迪迪耶拉福雷人口变化图示

圣迪迪耶拉福雷于2022年1月1日时的人口数量为388人。